# Mario Medina Balam
Mario Medina Balam (ur. 19 stycznia 1963 w Abalá) – meksykański duchowny rzymskokatolicki, biskup pomocniczy Jukatanu od 2023.

## Życiorys
Święcenia kapłańskie przyjął 17 czerwca 1987 i został inkardynowany do archidiecezji Jukatanu. Przez kilka lat pracował duszpastersko. W 2002 został wykładowcą w Papieskim Uniwersytecie Meksyku. W latach 2007–2010 był też wikariuszem sądowym przy archidiecezjalnym trybunale, a w kolejnych latach był wikariuszem sądowym archidiecezji.
11 lutego 2023 został mianowany biskupem pomocniczym Jukatanu oraz biskupem tytularnym Pupiany. Sakry udzielił mu 14 kwietnia 2023 arcybiskup Gustavo Rodriguez Vega.